# Michael Lowe
Michael Lowe (dit Mick Lowe) est un surfer australien.

## Palmarès
- 3 victoires sur le circuit majeur
- Rip curl pro landes à Seignosse en 1999
- Quiksilver fidji pro 2002
- Quiksilver Gold Coast pro 2004
- classé no 6 chez les pro en 2002
- 3 deuxièmes places à Hawaii
- 2ehaleiwa 1998/ 2e pipeline 2000/ 2e sunset 2001